# BSC Bavaria 09
Der BSC Bavaria 09 war ein Fußballverein aus Berlin, der zunächst unter dem Dach des DFB und von 1927 bis 1933 in der Arbeitersportbewegung spielte.

## Geschichte
Der Verein wurde 1909 gegründet und spielte zunächst unterklassig. 1921 erreichte der BSC Bavaria die höchste Spielklasse des Berlin-Brandenburger Fußballverbandes, stieg aber nach der Saison 1921/22 direkt wieder ab. 1927 wechselte der Verein in den regionalen Arbeitersportverband, die Märkische Spielvereinigung. Der Verein spaltete sich 1928 mit den anderen Vereinen der Märkischen Spielvereinigung vom sozialdemokratisch dominierten ATSB ab. Von 1930 bis Februar 1933 gehörte die Märkische Spielvereinigung zur KPD-nahen Kampfgemeinschaft für Rote Sporteinheit („Rotsport“). Nach der Machtergreifung der Nationalsozialisten wurde der Verein zur Auflösung gezwungen. 